# Phyllophorus (Phyllophorella) dubius
Phyllophorus (Phyllophorella) dubius is een zeekomkommer uit de familie Phyllophoridae.
De wetenschappelijke naam van de soort werd in 1961 gepubliceerd door Gustave Cherbonnier. De naam dubius is in het geslacht Phyllophorus al in gebruik voor Phyllophorus dubius (Bedford, 1899), oorspronkelijk gepubliceerd als Orcula dubia. Sommige auteurs plaatsen de soort van Cherbonnier nu in het geslacht Phyllophorella Heding & Panning, 1954. Die geslachtsnaam is echter al in gebruik voor een geslacht van sabelsprinkhanen: Phyllophorella Karny, 1924. De geldige naam van deze soort is dus onduidelijk.